# Droperidol
El droperidol es un neuroléptico del tipo de la butirofenona (fenilbutilpiperidina) de acción muy breve y fuertemente sedante. Es un fármaco de uso frecuente para combatir la náusea y el vómito.
El droperidol, está disponible solo en presentación para administración intramuscular para la indicación de náuseas y vómito. El droperidol es un antagonista fuerte del receptor de dopamina D2 y muestra poca actividad antimuscarínica, antihistaminérgica y antiadrenérgica.

## Uso en embarazo y lactancia
El agente no es teratogénico en animales, pero produjo un ligero aumento en la mortalidad de ratas recién nacidas. El fármaco también promueve la analgesia en pacientes sometidas a cesárea sin afectar la respiración del recién nacido y se ha usado para el tratamiento de náuseas y vómitos intensos que ocurren durante el embarazo.
No se han localizado reportes que describan el uso de droperidol durante la lactancia. El peso molecular (aproximadamente 380) es suficientemente bajo como para esperar la excreción en la leche humana. Debido a que el medicamento solo está disponible como formulación inyectable, la oportunidad de exposición de un lactante al fármaco parece ser limitada. El efecto de la exposición en un lactante es desconocido.

## Situación actual
Aunque en el pasado fue ampliamente utilizado como antipsicótico (de primera generación), y en anestesia (en combinación con el fentanilo), ahora está aprobado por la FDA solo para su uso como antiemético y antinauseoso, y su empleo ha disminuido recientemente debido a sus efectos de prolongación del intervalo QTc (corregido), que es una alteración causada por alargamiento de la fase de repolarización del potencial de acción ventricular.